# رابطة أيونية

رسم متحرك لعملية الترابط الأيوني بين الصوديوم (Na) والكلور (Cl) لتشكيل كلوريد الصوديوم ، أو ملح الطعام العادي. الترابط الأيوني ينطوي على ذرة واحدة تأخذ إلكترونات التكافؤ من أخرى (على عكس التقاسم ، الذي يحدث في الترابط التساهمي).

الرابطة الأيونية أو الرابطة الشاردية هي الرابطة التي تنشأ بين ذرتين تختلفان في المقدرة على كسب أو فقد الإلكترونات وتكون بين أيوني هاتين الذرتين الموجب والآخر السالب الشحنة فتنشأ قوة جذب كهربائي بينهما، وتختلف نسبة الأيونات المفقودة والمكتسبة فمثلا تحتاج ذرة الأكسجين لأيونين من البوتاسيوم لأن المدار الأخير يحتاج لإلكترونين ليصل لحالة الاستقرار أي ثمانية إلكترونات.
4K + O2 → 2 K2O
وتحدث الرابطة الأيونية عادةً بين الفلزات (ذات طاقة التأين المنخفضة والتي تميل لفقدان الإلكترونات) واللافلزات (ذات الألفة الإلكترونية المرتفعة والتي تميل لاكتساب الالكترونات).
مثال:-
يرتبط أيون الصوديوم + Na بأيون الكلور - Cl في مركب كلوريد الصوديوم برابطة أيونية.
Na + Cl → Na+ + Cl− → NaCl
فعنصر الصوديوم يفقد الكترون واحد من مستوى تكافؤه ليصبح أيون موجب أحادي ذو توزيع الإلكتروني مشابه للتوزيع الإلكتروني للغاز الخامل الذي قبله وهو النيون.
Na / 1S² 2S² 2P6 3S¹ ـ Na+ / 1S² 2S² 2P6
وعنصر الكلور يكتسب الكترون واحد في مستوى تكافؤه ليصبح أيون سالب ذو تركيب إلكتروني مشابه لتركيب الغاز الخامل الذي بعده وهو الارجون.
Cl / 1S² 2S² 2P6 3S² 3P5 ـ Cl- / 1S² 2S² 2P6 3S² 3P6
والحقيقة أن هذا الكلام غير دقيق فلا يوجد جزيئات مستقلة في المركبات الأيونية بل توجد على شكل تجمع أيوني يعرف بالأشكال بلورية بحيث يكون كل أيون ذو شحنة معينة محاطاً بعدد من الأيونات ذو الشحنة المخالفة.
وللرابطة الأيونية طاقة تعرف باسم (طاقة الرابطة الأيونية) وهي طاقة وضع ناتجة (سالبة) تعتمد قيمتها على كمية الشحنة المتوفرة بالأيونين وعلى نصف قطر (الحجم الذري) كلِ منهما.
طاقة الرابطة الأيونية = - ي² / ر
حيث ي: كمية الشحنة. ر : مجموع نصفي قطر الأيونين
ويتضح من العلاقة السابقة أنه كلما زادت كمية الشحنة نقصت طاقة الرابطة الأيونية (زيادة قيمة البسط تزيد من قيمة الكسر وبأن الكسر سالب الشحنة فإن الناتج يقل) ويصبح المركب الأيوني أكثر استقراراً.
أما بالنسبة لنصف القطر فيلاحظ من العلاقة أنه كلما كبر نصف القطر الذري لأحد الأيونين أو كليهما زادت طاقة الرابطة الأيونية (زيادة قيمة المقام تقلل من قيمة الكسر وبما أن الكسر سالب فالقيمة تزداد) ويصبح المركب أقل استقراراً.
وللتغلب على طاقة الرابطة الأيونية وكسرها (فصل الأيونين المكونين للرابطة) فإننا نحتاج إلى طاقة (موجبة) تعرف هذه الطاقة باسم طاقة الترتيب البلوري.
وتعرف طاقة الترتيب البلوري بأنها الطاقة التي نحتاجها لنحول مركباً بلورياً (أيونياً) في الحالة الصلبة إلى أيونات منفصلة في الحالة الغازية)
إذاً فطاقة الترتيب البلوري طاقة مساوية لطاقة الرابطة الأيونية (كحد أدنى) مع اختلاف الإشارة.
وعلى هذا فإن ارتفاع قيمة طاقة الترتيب البلوري لمركب ما يعني أن هذا المركب أكثر استقراراً وتزداد طاقة الترتيب البلوري بزيادة قيمة كمية الشحنة أو نقصان نصف القطر الذري (لأحد الأيونين أو كليهما) كما يتضح من العلاقة السابقة.

## خصائص المركبات الأيونية
كما ذكرنا في السابق بأن المركبات الأيونية توجد على شكل تجمعات أيونية في أشكال معينة يطلق عليها (الأشكال البلورية) ونجد في هذه الأشكال ترتيب بلوري منظم للأيونات بحيث أن كل أيون ذو شحنة معينة يكون منجذباً إلى مجموعة من الأيونات ذو الشحنة المخالفة، بمعنى أن الأيون الواحد يكون مرتبطاً بعدة روابط أيونية في نفس الوقت
وهذا ما يفسر وجود المركبات الأيونية عادةً في الحالة الصلبة (كثافة عالية) كما يفسر هذا الوضع أيضاً درجات الانصهار والغليان المرتفعة لهذه المركبات.
ومن أهم صفات المركبات الأيونية عدم قدرتها على التوصيل الكهربي في الحالة الصلبة نظراً لارتباط الأيونات وعدم قدرتها على الحركة بينما تصبح موصلة للكهرباء عند صهرها أو إذابتها في الماء (الأيونات حرة الحركة في المصهور وفي المحلول المائي).
و من أهم خصائصها :
1- تذوب بالماء ولا تذوب بالبنزين مثال (الملح)لأن الماء مذيب قطبي يستطيع فصل الأيونات عن بعضها.
2- لها درجة انصهار عالية بسبب قوة التجاذب الكهروستاتيكي بين الأيونات الموجبة والسالبة.
3- حالتها صلبة عند الظروف العادية، بسبب قوة التجاذب الكهروستاتيكي بين الأيونات الموجبة والسالبة.
4- المركبات الأيونية الصلبة لاتوصل الكهرباء ولكن محاليلها بالماء توصل الكهرباء لأنه عندما يكون المركب صلباً تكون الأيونات مرتبطة مع بعضها البعض أما عندما يكون المركب محلولاً تكون الأيونات حرة الحركة فتوصل التيار الكهرومغناطيسي